# Angelonia procumbens
Angelonia procumbens är en grobladsväxtart som först beskrevs av Schrader, och fick sitt nu gällande namn av Christian Gottfried Daniel Nees von Esenbeck och C. Martius. Angelonia procumbens ingår i släktet Angelonia och familjen grobladsväxter. Inga underarter finns listade i Catalogue of Life.